# Льонок дроколистий
Льонок дроколистий (Linaria genistifolia) — вид трав'янистих рослин родини подорожникових (Plantaginaceae), поширений у середній і східній Європі, західній Азії.

## Опис
Багаторічна рослина 30–100 см заввишки. Стебла прямостійні, апікально розгалужені, голі. Листки чергуються, листова пластина 2.5–3.5 × 0.8–1 см, гола, виразно 3-жильна. Нижні стеблові листки широко-яйцеподібні, загострені, верхні ланцетні. Суцвіття волотисті, голі, за винятком віночка, кількість квітів від незначної до значної. Частки чашечки вузьколанцетні, 5–6 мм. Віночок блідо-жовтий, 11–12 мм довжиною (без шпорця); шпорець 7–10 мм довжиною. Коробочка куляста, 5–6 мм в діаметрі. Насіння коричнево-сіре, 3-кутне, краї вузько-крилаті.

## Поширення
Поширений у середній і східній Європі, західній Азії; інтродукований у деяких інших помірних регіонах.
В Україні вид зростає на пісках, схилах, кам'янистих відслоненнях — на більшій частині території крім Карпат і прилеглих до них районів Криму.

## Галерея

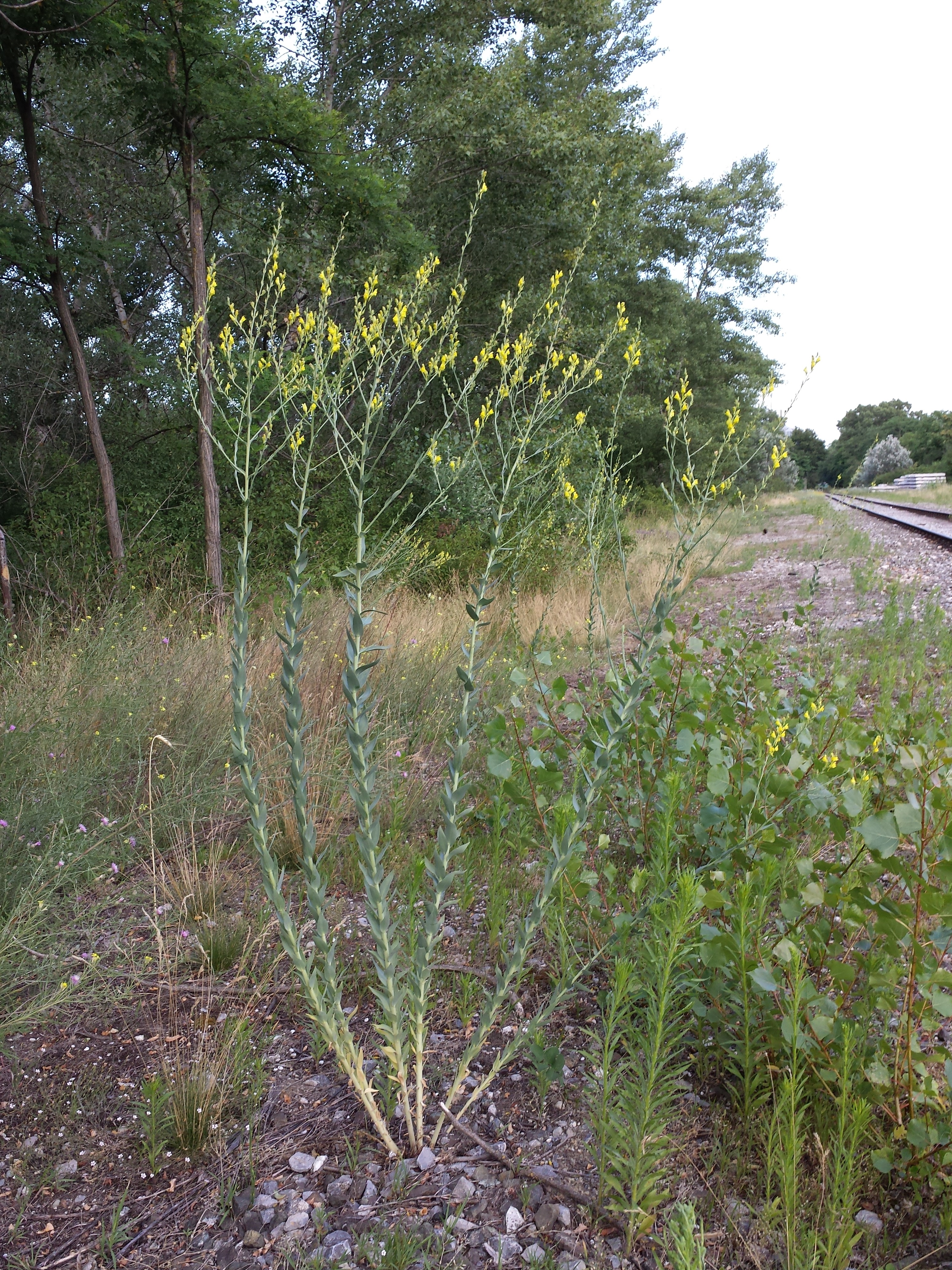
рослина
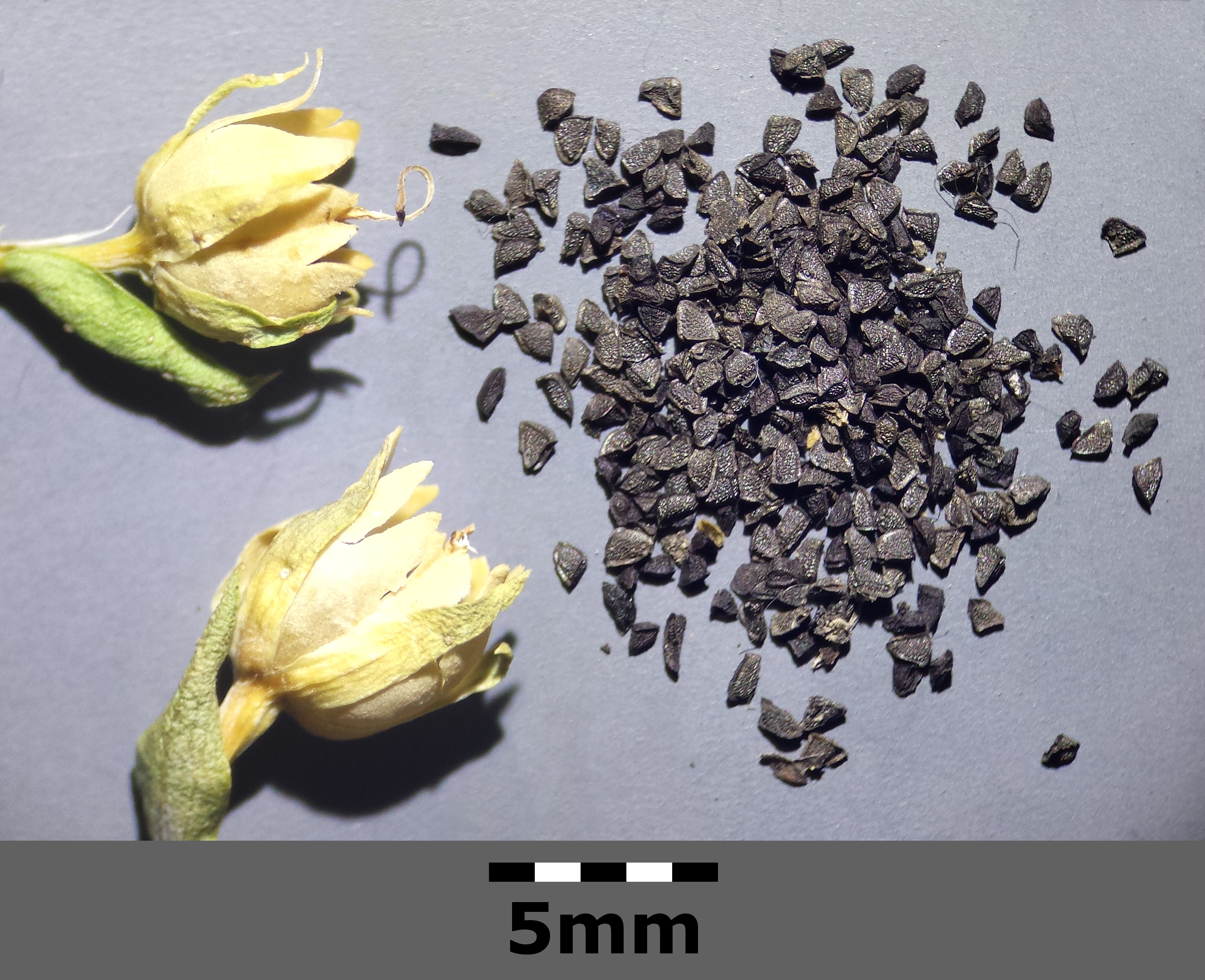
плоди з насінням